# مکلنبورگ-شترلیتس (ناحیه)
مکلنبورگ-شترلیتس (ناحیه) (به آلمانی: Landkreis Mecklenburg-Strelitz) یک ناحیه در آلمان است که در مکلنبورگ-فورپومرن واقع شده‌است. مکلنبورگ-شترلیتس  ۷۷٬۵۰۹ نفر جمعیت دارد.